# ثرد (السياني)

تعديل مصدري - تعديل

ثرد محلة تابعة لقرية دار الجبل، التابعة لعزلة الدامغ بمديرية السياني إحدى مديريات محافظة إب في الجمهورية اليمنية.، بلغ تعداد سكانها 103 حسب تعداد اليمن لعام 2004.